# Pico Bolívar
Der Pico Bolívar ist mit 4978 Metern der höchste Berg Venezuelas. Benannt ist er nach dem Nationalhelden Venezuelas, Simón Bolívar. Der Berg liegt in den nordöstlichen Ausläufern der Andenkette unweit der Stadt Mérida, der Hauptstadt des gleichnamigen Bundesstaates im Nationalpark Parque nacional Sierra Nevada.
Mit der in Mérida startenden Seilbahn (Teleférico) konnte man bis auf den Pico Espejo in eine Höhe von 4765 Meter fahren und hatte von dort einen direkten Ausblick auf den Pico Bolívar. Die Seilbahn, die aus vier Abschnitten bestand und 1960 in voller Länge in Betrieb genommen wurde, war bis zu ihrer Stilllegung 2008 die längste und höchstgelegene Seilbahn der Welt. Im Jahr 2016 wurde eine neue Anlage auf derselben Strecke in Betrieb genommen.
Die Erstbesteigung erfolgte entweder im Jahr 1935 durch Enrique Bourgoin, H. Márquez Molina und Domingo Peña oder ein Jahr später, am 3. Februar 1936 durch deutsche Bergsteiger. Die Besteigung im Jahr 1935 ist umstritten.

## Höhe
Die Messungen von Diego M. Deiros, Carlos A. Rodriguez und José N. Hernandez im Jahre 2002 ergaben als Höhe des Pico Bolívar 4978,4 m mit einer Genauigkeit von ±0,4 m. Zur Durchführung der Messungen wurde ein geodätisches Netz eingerichtet, bestehend aus den Gipfeln des Pico Bolívar, El Toro, Piedras Blancas, Mucuñuque und Observatorio, der letztere zugehörig zum „Red Geocentrica Venezolana REGVEN“. Zur gleichen Zeit wurden fünf GPS-Empfänger mit doppelter Frequenz eingesetzt. Außerdem erfolgten die Messungen über einen längeren Zeitraum kontinuierlich, um ein größeres Datenvolumen zu erreichen und somit eine höhere Zuverlässigkeit und Verlässlichkeit der gewonnenen Information.